# Lakshman Jhula
Lakshman Jhula ist eine ca. 140 Meter lange eiserne Fußgängerhängebrücke über den heiligen Fluss Ganges in Rishikesh im Norden Indiens. Die Brücke ist ein bekanntes Wahrzeichen der Stadt, liegt aber etwa sechs Kilometer vom Bahnhof entfernt, wo sie das Dorf Tapovan mit der Siedlung Lakshman Jhula verbindet. Die Brücke ist in einem baufälligen Zustand und soll durch einen Neubau ersetzt werden.

## Geschichte
Die Brücke befindet sich angeblich an der Stelle, wo nach einer Legende Lakshmana, der jüngere Bruder von Rama den Ganges mit einem Juteseil überquerte. An der Stelle stand im 19. Jahrhundert eine Hängebrücke aus Juteseilen, die 1889 durch eine etwa 100 m lange Hängebrücke aus Stahlseilen ersetzt wurde. Diese wurde im Oktober 1924 durch ein Hochwasser weggeschwemmt und 1939 durch die heutige Brücke ersetzt.